# Hernádi Tibor
Hernádi Tibor (Budapest, 1951. április 18. – Budapest, 2012. július 26.) magyar animációsfilm-rendező, grafikusművész.

## Életpályája
A budapesti Piarista Gimnáziumban érettségizett. Ezután a Pannónia Filmstúdióhoz került. 1980-as évek közepétől Pécsen dolgozott.
Temetésére a Farkasréti temetőben került sor.

## Filmjei
- A Mézga család különös kalandjai (1972)
- János vitéz (1973)
- Hugó, a víziló (1975)
- Kérem a következőt! I-II. (1973-1974)
- Animália – Állatságok (1977)
- Gusztáv (1977-1979)
- Az idő urai (1982)
- Félix, a macska (1988)
- Tinti kalandjai (1988)
- Trombi és a Tűzmanó I. (1988)
- Sárkány és papucs (1989)
- Repülő bocsok (1990)
- A hetedik testvér (1995)
- A Mikulás és a varázsdob (1996)
- Vacak, az erdő hőse (1997)
- Babar: Az elefántok királya (1999)
- Pettson és Findusz (1999-2000)